# Muralla de Tabarca

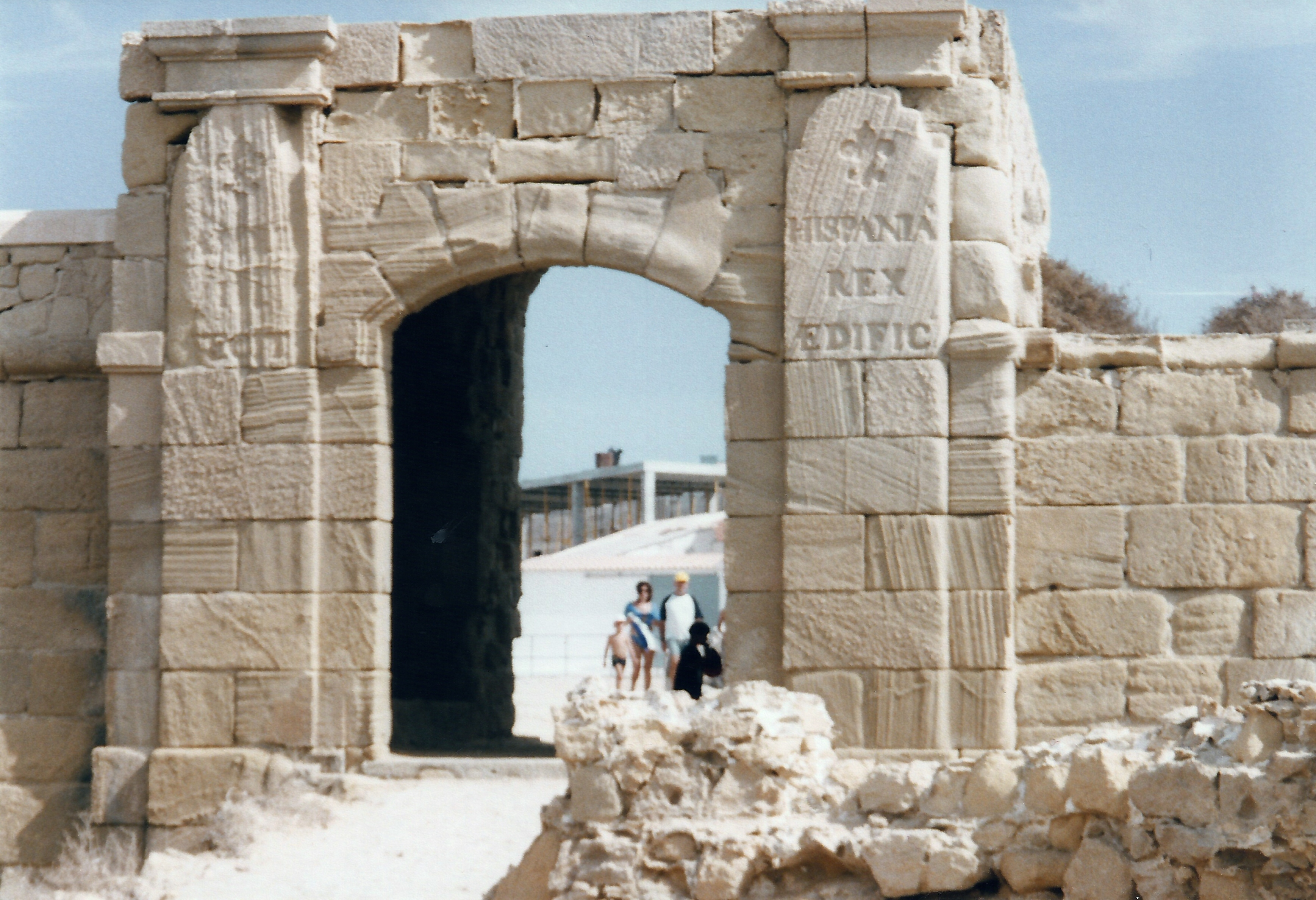
Porta de la Trancada o de Sant Gabriel en 2003.

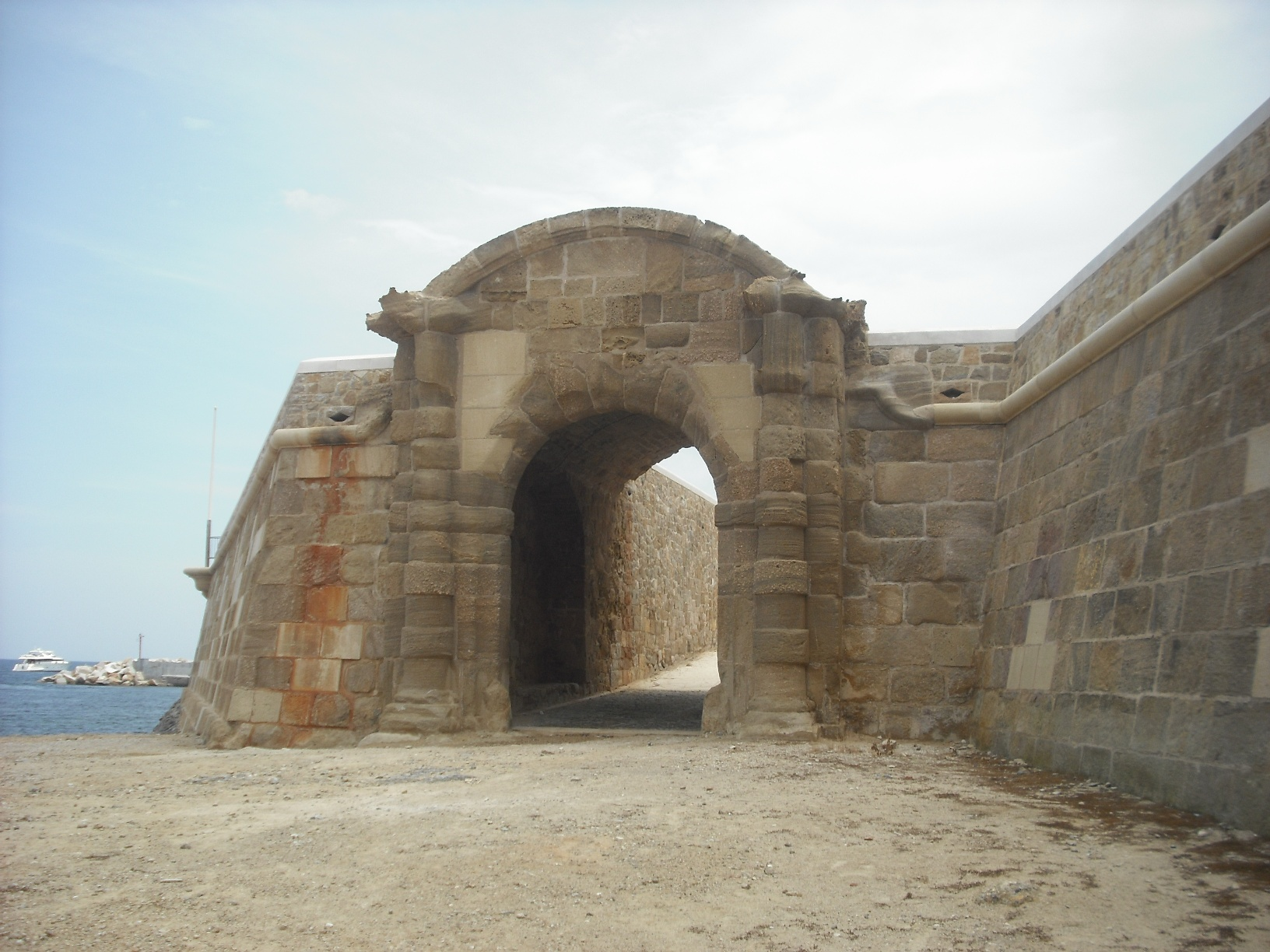
Porta de Terra, d'Alacant o de Sant Miquel.

La muralla de Tabarca és una fortificació que envolta la ciutat de Tabarca, al municipi d'Alacant (País Valencià). La seua construcció es va iniciar en 1769 segons els plànols de l'enginyer militar Fernando Méndez de Ras, encarregat també de planificar la resta de les edificacions de l'illa. Encara que es va construir en la seua major part segons els plans originals, part de la fortificació va quedar inconclusa, on destaca el castell que hauria d'albergar la casa del Governador.

## Característiques
Contràriament a la planificació urbana, el perímetre de la muralla s'adapta al de l'illa. Està construïda en pedra, amb les cares exteriors en carreu. Té cordó i avantmuralla, amb zones voltades internes. Els bastions tenen angle d'atac molt obert i a les seues cantonades hi ha llucanes de pedra o fusta. Existeixen trams de muralla molt deteriorats i fins i tot enfonsats en la mar, i els merlets quasi han desaparegut. No obstant això, des de la dècada de 1980 s'han dut a terme diverses obres de reconstrucció i rehabilitació.

### Portes
La muralla posseeix tres portes, realitzades totes elles en estil barroc:
- Porta de Llevant o de Sant Rafel: Està situada a l'est i es tracta de la via de comunicació entre la ciutat i el camp, on es troba el port. Davant d'ella va haver-se de construir un antemural que permetera la vigilància del camp i del mar a banda i banda.[6] És d'ordre dòric, articulada amb pilastres llises que baixen un arquitrau molt senzill en el qual queda diluït l'entaulament i el pas es realitza a través d'un arc rebaixat.[4]

- Porta de la Trancada o de Sant Gabriel: És la porta oest i dona pas a l'antiga pedrera d'on es va extraure la pedra per realitzar les construccions de la ciutat.[6] En aquest illot es preveia la construcció d'una drassana i una torre, que no van arribar a realitzar-se. La porta en si es va conformar com un quadrat articulat amb pilastres toscanes que no baixa cap tipus de frontó, possiblement perquè es va quedar sense acabar. El pas es realitza sota un arc rebaixat. A la porta figura la inscripció commemorativa «CAROLVS III HISPANIARUM REX FECIT EDIFICAVIT» ("Construït i edificat per obra de Carles III, rei de les Espanyes").[4] Als voltants de la porta s'han trobat enterraments i abocadors d'època romana.[7]

- Porta de Terra, d'Alacant o de Sant Miquel: És la menor i s'obri a una petita cala en la qual es trobava el port, del que només queda constància pel reduït espigó format per la roca natural.[3][1] No va tindre cap protecció externa i sobre ella es va situar un dels bastions més importants de la ciutat, el del Príncep. Es va fer en ordre rústic encoixinat amb uns capitells hui perduts que apuntalaven uns pulvins molt desdibuixats sobre els quals arranca un senzill frontó corb, vertebrat a manera de pinta.[4]

## Conservació
La muralla, encara que molt deteriorada fins a la dècada de 1980, va ser declarada Conjunt Històric-Artístic en 1964, juntament amb la resta de la illa. A més, es troba protegida pel Pla Especial de Protecció de l'Illa de Tabarca que va aprovar l'ajuntament d'Alacant.